# 国立台湾師範大学
国立台湾師範大学（こくりつたいわんしはんだいがく、繁: 國立臺灣師範大學、英: National Taiwan Normal University）は、台湾台北市大安区和平東路一段162番に本部を置く中華民国の国立大学。1922年創立、1946年大学設置。大学の略称は台師大、NTNU。

## 概観

### 大学全体
国立台湾師範大学は教育、文、理、芸術、科技、運動、音楽などの8つの学院（学部）と28の学科、24の単独の設置の研究所（大学院）を設け、中等教育を担当する教員育成に主眼を置いているが、外国人留学生を対象にした中国語教育機関である国語教学センターも設置されている。近年、国立台湾大学及び国立台湾科技大学と一緒に台湾大学システムを作り、学術資源を共有している。三校の学生が自由にシステム内の他校において副専攻と授業を履修することができる。
日本統治時代、同地には主に帝国大学へ進学する学生が学ぶ旧制台北高等学校（1922年創立）があり、元中華民国総統の李登輝らが学んだ。当初は学費は完全公費制を採用し、学生は卒業後教員として任官する義務を有していたが、1994年に師資培育法の公布により公費制度の見直しが行われ、一部の学生を除いては公費制度は行わなくなっている。その頃まで英語学系や国文学系、歴史学系などの文系は入学最低点が台湾大学を上回っていた。師資培育法により一般大学でも教員育成が可能となった現在、師範大学では新たに科学技術学院を設置し、総合大型大学への転換を模索している。
教育部の選定によると、国立台湾師範大学は、国立台湾大学、国立成功大学、国立中山大学と並び、台湾の4つのバイリンガルモデル大学とされています。

## 大学ランキング
- QS世界大学ランキング：第435位（2025年）[2] アジア：第52位[2]
- QS世界大学ランキング─ 学科：教育（第24位）、言語学（第90位）、現代語言学（第93位）、図書・情報管理（第51-100位）、古典・古代史（第51-100位）、石油工学（第51-100位）、体育学（第101-150位）、英文学（第151-200位）、社会学（第151-200位）、芸術と人文（第207位）、心理学（第201-250位）、物理学と天文学（第401-450位）、農業学と林業学（第401-470位）、材料科学（第401-550位）、商学・管理学（第501-550位）、化学（第551-600位）、数学（第501-600位）、コンピュータ科学（第601-650位）、医学（第701-800位）[2] 。台湾師範大学は、世界トップ100に入る学問分野の数で、台湾第2位を誇ります。[3]
- QS世界大学ランキング─ 学部：第128位（2024年）[2]
- THE世界大学ランキング：第501-600位（2024年）[4]
- THE世界大学ランキング─ 学科：教育（第41位）[4]
- USニューズ Best Global Universities：第970位（2024年）[5]
- USニューズ Best Global Universities─ 学科：教育（第7位）[5]
- 『遠見雑誌』台湾ベスト大学ランキング─ 人文・社会科学系大学：第1位（2025年）[6]

## 歴史
| 年     | 月日    | 事跡                           |
| ------ | ------- | ------------------------------ |
| 1922年 | 3月31日 | 台湾総督府高等学校として開校   |
| 1927年 | 5月13日 | 台湾総督府台北高等学校に改称。 |
| 1946年 | 6月5日  | 台湾省立師範学院が開校         |
| 1955年 | 6月5日  | 台湾省立師範大学と改称         |
| 1967年 | 7月1日  | 国立台湾師範大学と改称         |
| 1975年 | -       | 理学院が汀洲路へ移転           |

## 基礎データ

### 所在地
- 本部キャンパス
  - 本部校区（台北市大安区和平東路一段162番）
  - 図書館校区（台北市大安区和平東路一段129番）
- 公館キャンパス（台北市文山区汀州路四段88番）
- 林口キャンパス（新北市林口区仁愛路一段2番）

### 台湾師範大学学歌
2021年版：
木鐸鐘声響、英才為国用、起紅楼、立典範、沐春風。

誠正勤樸、敬業楽群在心中、風華四季誦、樹人百年功。

青春器宇軒昂、展大度雍容。迎向国際創新局、深耕吾土致大公。

教育会其通、世界進大同。教育会其通、世界進大同。
1948年版：
教育国之本、師範尤尊崇、勤吾学、尽吾徳、健吾躬。

院分系別、途轍雖異匯一宗。学成其大用、師資責任重。

吾儕相親相勉、終不負初衷。台湾山川気象雄、重帰祖国楽融融。

教育会其通，世界進大同。教育会其通，世界進大同。

## 組織

### 学部と大学院
以下、中国語の「学系」は日本語の「学部」、「研究所」は「大学院」のことである。
- 教育学院 
  - 教育学系
  - 教育心理輔導学系
  - 健康促進と衛生教育学系
  - 幼児と家庭科学系
  - 公民教育と活動領導学系
  - 社会教育学系
  - 特殊教育学系
  - 図書館情報学研究所
  - 教育政策行政研究所
  - 復健諮商研究所
  - 情報教育研究所
- 文学院 
  - 国文学系
  - 英語学系
  - 歴史学系
  - 地理学系
  - 翻訳研究所
  - 台湾語文学系
  - 台湾史研究所
- 理学院 
  - 数学系
  - 物理学系
  - 化学系
  - 生命科学系
  - 地球科学系（海洋環境テクノロジー研究所を含む）
  - 情報工学系
  - 科学教育研究所
  - 環境教育研究所
  - 光電テクノロジー研究所
- 国際・社会科学院 
  - 東アジア学系（政治学研究所を含む）
  - 中国語教学学系
  - グローバル研究英語専修学士課程
  - 大衆コミュニケーション研究所
  - 国際人材教育発展研究所
  - 社会工作研究所
  - ヨーロッパ文化と観光研究所
- 芸術学院 
  - 美術学系
  - デザイン研究所
  - 芸術史研究所
  - 視覚設計学系
  - 文物保存維護研究発展センター
- 音楽学院  
  - 音楽学系
  - 民族音楽研究所
  - 表現芸術研究所
- 科学技術学院 
  - 工業教育学系
  - 科学技術教育學系
  - グラフィ コミュニケーション学系
  - 機電テクノロジー學系
  - 応用電子テクノロジー研究所
- 運動レジャー学院 
  - 体育学系
  - 運動競技系
  - スポーツ研究所
  - 運動レジャー管理研究所
- 管理学院
  - 管理研究所
  - 企業管理学学士学位学程
  - 国際事務と世界戦略研究所
- クロスドメイン科学技術産業イノベーション研究学院
  - AIクロスドメイン応用研究所
  - グリーンエネルギー・永続的ガバナンス研究所

### 研究と教学センター
- 国語教学センター
- 科学教育センター
- 特殊教育センター
- 心理と教育測驗研究発展センター
- 教育研究と評鑑センター
- 体育研究と発展センター

## 歴代学長
- 李季谷：1946.5.～1948.6.
- 謝東閔：1948.6.～1949.5.
- 劉真：1949.5.～1957.
- 杜元載：1957.～1966.
- 孫亢曾：1966.～1971.
- 張宗良：1971.～1978.
- 郭為藩：1978.～1984.
- 梁尚勇：1984.～1993.
- 呂溪木：1993.～1999.
  - 賴明德 (学長代理を兼任した)：
  - 尤信雄 (学長代理を兼任した):
- 簡茂發：1999.～2003.7.6.
  - 簡茂發（学長代理）：2003.7.6.～2004.7.31.
- 黃光彩：2004.8.1.～2005.4.20（2005.3.20～4.20停職された）
  - 黃生（学長代理を兼任した）：2005.3.20～2005.4.20
  - 黃生（学長代理）：2005.4.21～2006.2.11.
- 郭義雄：2006.2.12～2010.2.21
- 張國恩: 2010.2.22～2018.2.21
- 呉正己: 2018.2.22～

## 主な出身者

### 学部と大学院
- 于靖 - 数学者、中央研究院院士
- 王金平 - 政治家、元立法院長
- 王明珂 - 歴史学者、人類学者、中央研究院院士
- 史惟亮 - 作曲家
- 古金水 - アミ族の陸上競技選手
- 田壘 - バスケットボール選手
- 任家萱 - 歌手、女優
- 任容萱 - 女優
- 呂芳上 - 歴史学者、元国史館館長
- 李文華 - 分子生物学者、中央研究院院士
- 李壬癸 - 言語学者、中央研究院院士
- 李行 - 映画監督
- 林柏宏 - 歌手、俳優
- 林逸欣 - 女優、歌手
- 林清江 - 元教育部次長
- 林滿紅 - 歴史学者、元国史館館長
- 林磐聳 - グラフィックデザイナー
- 席慕蓉 - モンゴル族の詩人、芸術家
- 施孝榮 - パイワン族の歌手、俳優
- 馬森 - 作家
- 許水徳 - 元駐日台北経済文化代表処代表（大使に相当）
- 莊吉發 - 歴史学者
- 黄昆輝 - 政治家、元総統府秘書長
- 陳黎 - 詩人
- 張玉法 - 歴史学者、中央研究院院士
- 張俊彦 - 科学教育学者
- 張乙紘 - 俳優
- 董陽孜 - 書家
- 鄭天佐 - 物理学者、中央研究院院士
- 劉國松 - 画家
- 謝長亨 - 元プロ野球選手（投手）、プロ野球監督
- 盧彦勳 - 男子プロテニス選手
- 鍾鐵民 - 作家
- 鍾怡雯 - マレーシア出身、台湾在住の作家
- 蕭泰然 - 作曲家
- 龔煌城 - 言語学者、中央研究院院士
- リー・ティェンシェン - ヴァイオリニスト

### 国語教学センター
- 橋本龍太郎 - 日本の政治家
- 田中千絵 - 東京都出身の女優
- シモン・レイス - ベルギー出身のオーストラリアの中国古典学者、作家
- リチャード・バーンスタイン - アメリカ合衆国のコラムニスト、元タイム雑誌記者
- ケビン・ラッド - オーストラリアの政治家
- ジョン・ミード・ハンツマン - アメリカ合衆国の政治家、外交官

## 主な教員
- 梁實秋 - 散文家、譯者
- 牟宗三 - 思想家・哲学者
- 蘇雪林 - 作家
- 溥心畬 - 画家
- 黃君璧 - 画家
- 李石樵 - 画家
- 李梅樹 - 画家
- 洪致文 - 気象学者・地理学者・鉄道研究家、作家。

## 主な姉妹校
- ジョンズ・ホプキンス大学
- ジョージタウン大学
- イリノイ大学アーバナ・シャンペーン校
- ピッツバーグ大学
- アイオワ大学
- 北海道大学
- 名古屋大学
- 九州大学
- 大阪大学
- 東北大学
- 筑波大学
- 千葉大学
- 広島大学
- 新潟大学
- 金沢大学
- 慶應義塾大学
- 早稲田大学
- 青山学院大学
- 立教大学
- 法政大学
- 明治大学
- 東京学芸大学
- 東京都立大学
- 大阪府立大学
- 関西学院大学
- 関西大学
- 同志社大学
- 立命館アジア太平洋大学
- 立命館大学
- 山形大学
- 山口大学
- 岡山大学
- 茨城大学
- 鳥取大学
- 宇都宮大学
- 日本大学
- 徳島文理大学
- 武蔵野音楽大学
- 愛知教育大学
- 愛知大学
- 大阪教育大学
- 国立音楽大学
- 天理大学
- 中京大学
- 豊橋技術科学大学
- 龍谷大学
- 鹿児島国際大学
- 明星大学

重点となる姉妹校：大阪大学、九州大学、パデュー大学、テキサス大学オースティン校、ブリティッシュコロンビア大学、漢陽大学、フランクフルト・ゲーテ大学、ボルドー大学、グラスゴー大学、クイーンズランド大学